# Kenkichi Iwasawa
Kenkichi Iwasawa (岩澤 健吉 Iwasawa Kenkichi, Shinshuku (Gunma), 11 septembre 1917 - Tokyo, 26 octobre 1998) était un mathématicien japonais connu pour sa grande influence sur la théorie algébrique des nombres.
Iwasawa est né à Shinshuku-mura, une ville près de Kiryū, dans la préfecture de Gunma. Il suivit l'école élémentaire à cet endroit, puis déménagea à Tokyo pour aller à la Musashi High School (en).
De 1937 à 1940, Iwasawa étudia à l'université de Tokyo, avant d'entrer dans une graduate school de l'université de Tokyo et devint assistant du Département de mathématiques. En 1945, il devint docteur ès sciences. Cependant, cette même année, Iwasawa tomba malade de la pleurésie et ne put retourner à l'université avant avril 1947. De 1949 à 1955, il travailla comme professeur assistant à l'université de Tokyo.
En 1950, Iwasawa fut invité à Cambridge (Massachusetts) pour donner une conférence au congrès international des mathématiciens. Il passa les deux années suivantes à l'Institute for Advanced Study à Princeton, et au printemps 1952, il obtint un poste au Massachusetts Institute of Technology où il travailla jusqu'en 1967.
De 1967 à sa retraite en 1986, Iwasawa fut professeur de mathématiques à Princeton. Il revint à Tokyo avec son épouse en 1987.
Iwasawa est peut-être surtout connu pour avoir introduit ce qui est maintenant appelé la théorie d'Iwasawa, qui se développa à partir des recherches sur les corps cyclotomiques depuis les années 1950. Avant cela, il travailla sur les groupes de Lie et les algèbres de Lie, en introduisant la décomposition d'Iwasawa.
Parmi les étudiants les plus célèbres d'Iwasawa, on compte Robert F. Coleman, Ralph Greenberg (en) et Lawrence C. Washington.

## Récompenses
- Prix Asahi (1959)
- Prix de l'Académie japonaise des sciences (1962)
- Prix Frank Nelson Cole de l'American Mathematical Society (1962)
- Prix Fujiwara (1979)

## Quelques publications
- Lectures on p-adic L-functions, 1972
- Local class field theory, 1986  (ISBN 0195040309)
- Algebraic functions, traduit en anglais par Goro Kato, 1993  (ISBN 0821845950)
- Kenkichi Iwasawa collected papers, édité par Ichiro Satake et al., 2001  (ISBN 4431703144)